# Gran Premio de Francia de Motociclismo de 1970
El Gran Premio de Francia de Motociclismo de 1970 fue la segunda prueba de la temporada 1970 del Campeonato Mundial de Motociclismo. El Gran Premio se disputó el 17 de mayo de 1970 en el Circuito Bugatti de Le Mans.

## Resultados 500cc
En la categoría reina, Giacomo Agostini (MV Agusta) jugó con sus oponentes. Durante mucho tiempo marchó junto a Alberto Pagani (LinTo) y Angelo Bergamonti (Aermacchi), pero cuando se agregó Brian Steenson (Seeley), Ago dio un poco de gas extra. Le siguieron Pagani y Ginger Molloy (Kawasaki) pero el campeón italiano dio gas real y se alejó de sus perseguidores. Pagani cometió un error que le permitió a Molloy ocupar finalmente el segundo lugar.
| Pos.     | Piloto              | Moto           | Tiempo       | Pts. |
| -------- | ------------------- | -------------- | ------------ | ---- |
| 1        | Giacomo Agostini    | MV Agusta      | 1h 09' 11" 3 | 15   |
| 2        | Ginger Molloy       | Kawasaki       | +48" 3       | 12   |
| 3        | Alberto Pagani      | LinTo          | +1' 00" 5    | 10   |
| 4        | Angelo Bergamonti   | Aermacchi      | +1' 13" 8    | 8    |
| 5        | Brian Steenson      | Seeley         | +1' 37" 2    | 6    |
| 6        | Gyula Marsovszky    | Kawasaki       | +1 Vuelta    | 5    |
| 7        | Alan Barnett        | Seeley         | +1 Vuelta    | 4    |
| 8        | Christian Ravel     | Kawasaki       | +1 Vuelta    | 3    |
| 9        | Eric Offenstadt     | Kawasaki       | +1 Vuelta    | 2    |
| 10       | André-Luc Appietto  | Paton          | +1 Vuelta    | 1    |
| 11       | Tommy Robb          | Seeley         | +1 Vuelta    |      |
| 12       | Dave Simmonds       | Kawasaki       | +2 Vueltas   |      |
| 13       | Pierre-Louis Tebec  | Kawasaki       | +2 Vueltas   |      |
| 14       | Werner Bergold      | LinTo          | +2 Vueltas   |      |
| 15       | Hervé Lansac        | Kawasaki       | +2 Vueltas   |      |
| 16       | Karl Hoppe          | Münch-URS      | +3 Vueltas   |      |
| 17       | Jean-Claude Costeux | Aermacchi      | +4 Vueltas   |      |
| Ret      | Theo Louwes         | Kawasaki       | Ret          |      |
| Ret      | René Guili          | Matchless      | Ret          |      |
| Ret      | Bosse Granath       | Husqvarna      | Ret          |      |
| Ret      | Jack Findlay        | Seeley         | Ret          |      |
| Ret      | Terry Dennehy       | Drixton-Honda  | Ret          |      |
| Ret      | Jacques Roca        | Metisse-Suzuki | Ret          |      |
| Ret      | Roberto Gallina     | Paton          | Ret          |      |
| Ret      | Billie Nelson       | Paton          | Ret          |      |
| Ret      | Theo Louwes         | Kawasaki       | Ret          |      |
| Ret      | Karl Auer           | Matchless      | Ret          |      |
| Ret      | Didier Dumesnil     | LinTo          | Ret          |      |
| Ret      | Godfrey Nash        | Tickle Norton  | Ret          |      |
| Ret      | John Blanchard      | Seeley         | Ret          |      |
| Ret      | Lewis Young         | Drixton-Honda  | Ret          |      |
| Ret      | Marty Lunde         | Crescent       | Ret          |      |
| Ret      | John Burgess        | Norton         | Ret          |      |
| Ret      | Keith Turner        | LinTo          | Ret          |      |
| Ret      | Walter Rungg        | Aermacchi      | Ret          |      |
| Ret      | Jean-Pierre Naudon  | Matchless      | Ret          |      |
| Ret      | Thierry Tchernine   | Velocette      | Ret          |      |
| Ret      | Ali Moulay          | Paton          | Ret          |      |
| Ret      | Steve Ellis         | LinTo          | Ret          |      |
| Sources: |                     |                |              |      |

## Resultados 250cc
En los entrenamientos de 250cc, Rodney Gould (Yamaha), Kent Andersson (Yamaha), Santiago Herrero (OSSA mejorado) y Kel Carruthers (Yamaha) fueron los más rápidos. En la carrera, Carruthers salió mal y acabó retirándose. Con su Ossa, Herrero pudo seguir el ritmo de las rápidas Yamaha de Gould y Andersson. Andersson se cayó a causa de un encendido defectuoso y Herrero resbaló. El español pudo continuar pero ahora rodaba tercero detrás de László Szabó (MZ). Herrero recuperó el segundo lugar en una feroz batalla con Szabó. El debutante Jarno Saarinen (Yamaha) terminó cuarto.
| Pos. | Piloto              | Moto      | Tiempo     | Pts. |
| ---- | ------------------- | --------- | ---------- | ---- |
| 1    | Rodney Gould        | Yamaha    | 1h 00" 11" | 15   |
| 2    | Santiago Herrero    | OSSA      | +1' 00"    | 12   |
| 3    | László Szabó        | MZ        | +1' 00" 9  | 10   |
| 4    | Jarno Saarinen      | Yamaha    | +1' 18" 3  | 8    |
| 5    | Angelo Bergamonti   | Aermacchi | +1' 30" 8  | 6    |
| 6    | Bosse Granath       | Yamaha    | +1' 53" 2  | 5    |
| 7    | Gyula Marsovszky    | Yamaha    | +1 Vuelta  | 4    |
| 8    | Cees van Dongen     | MZ        | +1 Vuelta  | 3    |
| 9    | Seppo Kangasniemi   | Yamaha    | +1 Vuelta  | 2    |
| 10   | Christian Bourgeois | Yamaha    | +1 Vuelta  | 1    |
| 11   | Ingemar Larsson     | Yamaha    | +2 Vueltas |      |
| 12   | Teuvo Länsivuori    | Yamaha    | +2 Vueltas |      |
| 13   | Jean-Claude Costeux | Aermacchi | +2 Vueltas |      |
| 14   | Larbi Habbiche      | Yamaha    | +3 Vueltas |      |
| 15   | Gérard Rolland      | OSSA      | +3 Vueltas |      |
| 16   | Christian Ravel     | Kawasaki  | +5 Vueltas |      |
| 17   | Jean Auréal         | Yamaha    | +7 Vueltas |      |
| Ret  | Kel Carruthers      | Yamaha    | Ret        |      |
| Ret  | Kent Andersson      | Yamaha    | Ret        |      |
| Ret  | Börje Jansson       | Yamaha    | Ret        |      |
| Ret  | Dieter Braun        | MZ        | Ret        |      |
| Ret  | Matti Salonen       | Yamaha    | Ret        |      |
| Ret  | Ginger Molloy       | Bultaco   | Ret        |      |
| Ret  | Günter Bartusch     | MZ        | Ret        |      |
| Ret  | Tommy Robb          | Shepherd  | Ret        |      |
| Ret  | Eric Offenstadt     | Kawasaki  | Ret        |      |
| Ret  | José Medrano        | Bultaco   | Ret        |      |
| Ret  | Klaus Huber         | Yamaha    | Ret        |      |
| Ret  | Walter Villa        | Villa     | Ret        |      |
| Ret  | Brian Steenson      | Aermacchi | Ret        |      |
| Ret  | Theo Louwes         | Aermacchi | Ret        |      |
| Ret  | Heinz Kriwanek      | Honda     | Ret        |      |
| Ret  | Jean-Louis Pasquier | Yamaha    | Ret        |      |
| Ret  | Michel Rougerie     | Honda     | Ret        |      |
| Ret  | Heinrich Rosenbusch | Yamaha    | Ret        |      |
| Ret  | René Hordelalay     | Yamaha    | Ret        |      |
| Ret  | Marty Lunde         | Yamaha    | Ret        |      |
| Ret  | Toni Gruber         | Yamaha    | Ret        |      |

## Resultados 125cc
En el cuarto de litro, el actual campeón mundial Dave Simmonds tuvo una mala suerte constante ya desde los entrenamientos con su Kawasaki KA-1. Ángel Nieto tomó la delantera con su nueva Derbi, pero se rompió y le dio el testigo a Dieter Braun (Suzuki RT 67), amenazado por Angelo Bergamonti, hasta que su Aermacchi Ala d'Oro 125 también se detuvo debido a pistón roto. László Szabó (MZ RE 125) ahora estaba en segundo lugar y la batalla por el tercer lugar estaba entre Börje Jansson (Maico 125 RS), Günter Bartusch (MZ) y Walter Villa (Moto Villa). Sin embargo, Szabó tuvo que hacer una parada en boxes para perder una vuelta completa. Walter Villa se retiró debido a un atasco y se clasificó 18º con tres vueltas atrás. Jansson acabó segundo y Bartusch, tercero.
| Pos. | Piloto             | Moto          | Tiempo     | Pts. |
| ---- | ------------------ | ------------- | ---------- | ---- |
| 1    | Dieter Braun       | Suzuki        | 54' 00"    | 15   |
| 2    | Börje Jansson      | Maico         | +29" 3     | 12   |
| 3    | Günter Bartusch    | MZ            | +29" 4     | 10   |
| 4    | Heinz Kriwanek     | Rotax         | 3' 00" 5   | 8    |
| 5    | Toni Gruber        | Maico         | +1 Vuelta  | 6    |
| 6    | Eugenio Lazzarini  | Morbidelli    | +1 Vuelta  | 5    |
| 7    | László Szabó       | MZ            | +1 Vuelta  | 4    |
| 8    | Pierre Viura       | Maico         | +1 Vuelta  | 3    |
| 9    | Jean Auréal        | Yamaha        | +1 Vuelta  | 2    |
| 10   | Teuvo Länsivuori   | Yamaha        | +1 Vuelta  | 1    |
| 11   | Pierre Audry       | Aermacchi     | +1 Vuelta  |      |
| 12   | Klaus Huber        | Maico         | +1 Vuelta  |      |
| 13   | Herbert Mann       | MZ            | +1 Vuelta  |      |
| 14   | Matti Salonen      | Yamaha        | +2 Vueltas |      |
| 15   | Hans Greub         | Maico         | +2 Vueltas |      |
| 16   | Ryszard Mankiewicz | MZ            | +2 Vueltas |      |
| 17   | Pierre Blosser     | Aermacchi     | +2 Vueltas |      |
| 18   | Walter Villa       | Villa         | +3 Vueltas |      |
| 19   | Jan de Vries       | MZ            | +3 Vueltas |      |
| 20   | Daniel Crivello    | Nougier-Maico | +6 Vueltas |      |
| Ret  | Ángel Nieto        | Derbi         | Ret        |      |
| Ret  | Angelo Bergamonti  | Aermacchi     | Ret        |      |
| Ret  | Dave Simmonds      | Kawasaki      | Ret        |      |
| Ret  | Cees van Dongen    | Yamaha        | Ret        |      |
| Ret  | John Dodds         | Aermacchi     | Ret        |      |
| Ret  | Otello Buscherini  | Villa         | Ret        |      |
| Ret  | Manfred Bernsee    | Maico         | Ret        |      |
| Ret  | Jarno Saarinen     | Puch          | Ret        |      |
| Ret  | Ginger Molloy      | Bultaco       | Ret        |      |
| Ret  | Günter Fischer     | Maico         | Ret        |      |
| Ret  | José Medrano       | Bultaco       | Ret        |      |
| Ret  | Jacques Roca       | Derbi         | Ret        |      |
| Ret  | Thierry Tchernine  | Maico         | Ret        |      |
| Ret  | Etienne Delamarre  | Nougier-Maico | Ret        |      |
| Ret  | Georges Fougeray   | Villa         | Ret        |      |
| Ret  | Jan Huberts        | MZ            | Ret        |      |
| Ret  | Claude Ben El Hadj | Maico         | Ret        |      |
| Ret  | Michel Rougerie    | Maico         | Ret        |      |

## Resultados 50cc
En la cilindrada más pequeña, Ángel Nieto (Derbi) realizó el récord del circuito en las sesiones de entrenamiento, pero se salió mal al principio. Jan de Vries (Van Veen-Kreidler tomó la delantera y Aalt Toersen (Jamathi) se colocó en segundo lugar. Pero el español Nieto volvió a alcanzar le liderato gracias a una impresionante recuperación. Ambos holandeses pudieron limitar sus atrasos en la undécima vuelta a 8 segundos, pero después de eso Nieto se alejó y De Vries rompió su motor en esa vuelta. Rudolf Kunz llevó su privada Kreidler al tercer lugar detrás de Toersen.
| Pos. | Piloto              | Moto       | Tiempo     | Pts. |
| ---- | ------------------- | ---------- | ---------- | ---- |
| 1    | Ángel Nieto         | Derbi      | 35' 00" 6  | 15   |
| 2    | Aalt Toersen        | Jamathi    | +23" 4     | 12   |
| 3    | Rudolf Kunz         | Kreidler   | +1' 26" 1  | 10   |
| 4    | Jos Schurgers       | Kreidler   | +1' 31" 7  | 8    |
| 5    | Martin Mijwaart     | Jamathi    | +2' 13" 9  | 6    |
| 6    | Salvador Cañellas   | Derbi      | +2' 18" 6  | 5    |
| 7    | Juan Bordons        | Derbi      | +2' 26" 4  | 4    |
| 8    | Eugenio Lazzarini   | Morbidelli | +1 Vuelta  | 3    |
| 9    | Ludwig Fassbender   | Kreidler   | +1 Vuelta  | 2    |
| 10   | Harald Bartol       | Kreidler   | +1 Vuelta  | 1    |
| 11   | Jacques Roca        | Derbi      | +1 Vuelta  |      |
| 12   | André Millard       | Kreidler   | +1 Vuelta  |      |
| 13   | Adrijan Bernetič    | Tomos      | +1 Vuelta  |      |
| 14   | Etienne Delamarre   | Kreidler   | +1 Vuelta  |      |
| 15   | Charly Dubois       | Guazzoni   | +1 Vuelta  |      |
| 16   | Yves Le Toumelin    | Kreidler   | +2 Vueltas |      |
| 17   | Jacques Deneux      | Kedesuho   | +2 Vueltas |      |
| 18   | Jean-Claude Cachou  | Derbi      | +2 Vueltas |      |
| 19   | Bernard Hausel      | Kreidler   | +2 Vueltas |      |
| 20   | Gerhard Thurow      | Kreidler   | +3 Vueltas |      |
| 21   | Pierre Zurcher      | Honda      | +3 Vueltas |      |
| 22   | Jan de Vries        | Kreidler   | +3 Vueltas |      |
| 23   | Cees van Dongen     | Kreidler   | +3 Vueltas |      |
| Ret  | Gilberto Parlotti   | Tomos      | Ret        |      |
| Ret  | Manfred Bernsee     | Maico      | Ret        |      |
| Ret  | Mokhfi Layachi      | Guazzoni   | Ret        |      |
| Ret  | Jean-Louis Pasquier | Derbi      | Ret        |      |
| Ret  | Claude Moreau       | Guazzoni   | Ret        |      |
| Ret  | Pierre Audry        | Derbi      | Ret        |      |
| Ret  | Otello Buscherini   | Itom       | Ret        |      |
| Ret  | Ben Layachi         | Guazzoni   | Ret        |      |